# Букшпан Михайло Маркович
Михайло Маркович Букшпан (1896 - 31 жовтня 1937 ) - відповідальний співробітник ГПУ-НКВС Української РСР, начальник обліково-статистичного відділу ГПУ УкрРСР . Розстріляний в "особливому порядку", реабілітований посмертно. , СБУ вважається одним із відповідальних за Голод в Україні у 1932—1933 роках .

## Біографія
Уродженець міста Могильова-Подільського Подільської губернії . Народився у єврейській сім'ї службовця. Мав середню освіту.
Складався в РКП(б) у 1920—1921 роках. Виключений «за неучасть у революційному русі 1917—1918 років». З 1930 року кандидат у члени ВКП(б).
В органах ВЧК-ОДПУ-НКВС з 1920 року. З 1922 року – на профспілковій роботі. 1927 року повернувся до роботи в органах ОГПУ як уповноваженого економічного управління (ЕКУ) ГПУ Української РСР. У 1931—1934 роках начальник обліково-статистичного відділу (УСО) ГПУ УРСР , потім начальник УСО-УАТ УДБ НКВС УРСР. З січня 1935 року начальник ВДАС НКВС УРСР. У березні 1936 – липні 1937 року начальник відділу резервів НКВС УРСР.
8 січня 1936 присвоєно звання старшого лейтенанта державної безпеки.
19 липня 1937 р. заарештовано. 13 серпня 1937 р. звільнений з органів НКВС за статтею 38 п. «в» («звільнений зовсім з винятком з обліку за неможливістю використання на роботі в Головному управлінні державної безпеки»). Внесено до Сталінського розстрільного списку в «особливому порядку» від 27 жовтня 1937 року (за 1-у категорію Сталін, Молотов, Каганович, Ворошилов ).  Засуджений за 1-ю категорією ( розстріл ). Розстріляно 31 жовтня 1937 року в Києві разом із групою співробітників НКВС УкрРСР ( І. Я. Казбек-Каплан, В. І. Окруй, М. І. Гриньов, А. П. Гурович, А. С. Лавров-Шнейдер, Р. І. Я. Казбек- Каплан ). Б. Тантлевський та ін.). Місце поховання – спецоб'єкт НКВС УкрРСР «Биківня»
Ухвалою ВТ Київського ВО від 30 серпня 1957 року реабілітовано посмертно. 
Як один із відповідальних чиновників ГПУ Української РСР визнаний Україною одним із винуватців Голодомору.
.

## Нагороди
- 8 квітня 1934 - знак « Почесний працівник ВЧК-ОГПУ (XV) »